# 特性
| ウィキペディアには「特性」という見出しの百科事典記事はありません（タイトルに「特性」を含むページの一覧/「特性」で始まるページの一覧）。 代わりにウィクショナリーのページ「特性」が役に立つかもしれません。 |